# 赤人義一
赤人 義一（あかひと よしいち）は、日本の漫画家。男性。静岡県沼津市出身。作品に『屍姫』がある。

## 人物
読者からは「どんなに動き回っても絶対パンチラを見せない作家」と言われている。
そのため、描写によっては下着をはいてないようにも見える場合がある。

## 来歴
- 2003年6月：第2回スクウェア・エニックスマンガ大賞で準大賞受賞。作品名『MYSTIC CONNECTION（ミスティックコネクション）』。
- 2003年12月『MYSTIC CONNECTION』にて『増刊ガンガンパワード』でデビュー。
- 2005年4月より『月刊少年ガンガン』5月号にて『屍姫』を連載開始。

## 作品リスト

### 連載
- 屍姫[1][2]（『月刊少年ガンガン』2005年5月号 - 2014年9月号、全23巻）
- 再世のファンタズマ（『月刊少年ガンガン』2015年8月号 - 2017年7月号、全4巻）
- チートイーター異世界召喚尽く滅ぶべし（『ストーリアダッシュ』2021年8月27日 - 2025年6月13日、全7巻（5巻以降は電子のみ））
- 摂理狂神大戦 ヴァンパイアミスト（『コミックブシロードWEB』2022年2月11日[3] - 2023年12月8日、全3巻（3巻は電子のみ））

### 読切
- MYSTIC CONNECTION（『ガンガンパワード』2003年冬季号）
- 屍姫（『月刊少年ガンガン』2004年9月号、『ガンガンパワード』2004年春季号）
- ドラゴンクエストX ゲストプレイマンガ（読切、『ガンガンONLINE』2014年2月6日）